# Hoppestad Station
Hoppestad Station (Hoppestad stasjon eller Hoppestad stoppested) var en jernbanestation på Bratsbergbanen, der lå i byområdet Hoppestad i Skien kommune i Norge.
Stationen blev oprettet som holdeplads 11. februar 1920 og blev nedgraderet til trinbræt 1. februar 1954. Stationen blev nedlagt 27. maj 1990 men genoprettet som trinbræt i januar 1995. Betjeningen med persontog ophørte 13. juni 2004, og stationen er efterfølgende blevet nedlagt igen. Den bestod af et spor og en perron med en stationsbygning i brunmalet træ. Stationsbygningen, der er opført efter tegninger af Gudmund Hoel og Eivind Gleditsch, er solgt fra til private.